# Pyrolysegas
Pyrolysegas ist ein brennbares Gas, das hauptsächlich durch Pyrolyse von Biomasse (einschließlich biogener und anderer Abfälle wie Kunststoff oder Klärschlamm) bei Temperaturen von unter 500 bis zu 1500 °C aus den flüchtigen Bestandteilen gewonnen wird.

## Prozess
Durch Pyrolyse wird die Biomasse in feste, flüssige und gasförmige Komponenten aufgespalten. Als feste Bestandteile wird unter anderem Pyrolysekoks (Holz- oder Aktivkohle) gewonnen, die flüssige Phase wird kondensiert und kann zum Beispiel als Biopyrolyseöl als Brennstoff verwendet werden. Die bei Betriebsdruck nicht kondensierenden Komponenten sind Wasserstoff, Kohlenmonoxid und -dioxid sowie Methan und höhere Kohlenwasserstoffe.
Abhängig von den Prozessbedingungen ergeben sich erhebliche Unterschiede der Anteile fester, flüssiger und gasförmiger Produkte. Beispielsweise entstehen unter den Bedingungen der „Langsamen Pyrolyse“ bei Temperaturen zwischen 150 und 600 °C rund 81 % Pyrolysegas, etwa 14 % Koks und bis zu 5 % Pyrolyseöl, bei der „Blitz-Pyrolyse“ (auch Schnell- oder Flash-Pyrolyse) wird durch eine sehr schnelle Abkühlung der bei 475 °C erzeugten Pyrolysegase die Ausbeute an Pyrolyseöl auf bis zu 75 % erhöht, so dass nur 15–20 % als Pyrolysegas genutzt werden.

## Zusammensetzung
Pyrolysegas besteht aus folgenden typischen Komponenten, wobei die Zusammensetzung je nach Einsatzstoffen und Prozessbedingungen stark schwanken kann. Die angegebenen Werte sind Richtwerte für Pyrolysegas aus Holz. Auch der Heizwert hängt stark von den Prozessbedingungen und den Einsatzstoffen ab, er liegt in einer Größenordnung von 4000 bis 8000 kJ/mN³.
| Komponente                | Anteil       |
| ------------------------- | ------------ |
| Stickstoff, Kohlendioxid  | bis ca. 60 % |
| Wasserstoff               | bis ca. 5 %  |
| Kohlenmonoxid             | bis ca. 35 % |
| höhere Kohlenwasserstoffe | bis ca. 10 % |

## Herstellung
Bei der Pyrolyse mit dem Ziel der Herstellung flüssiger oder fester Energieträger (z. B. Holzkohleherstellung, Torrefizierung) fällt Pyrolysegas als nutzbares Nebenprodukt an. Bei der Biomassevergasung schließen sich an die Pyrolyse als weitere Umsetzungsschritte die Oxidation und Reduktion an. Es werden energiereiche Produktgase (Synthetic Natural Gas) erzeugt, zu denen neben Pyrolysegas auch gasförmige Produkte der letzteren Prozesse zählen.

## Anwendungen
Es gibt verschiedene Möglichkeiten der Weiterverarbeitung des Pyrolysegas. Neben der energetischen Verwendung zur Strom- und/oder Wärmeerzeugung ist die Nutzung als Rohstoffquelle für chemische Anwendungen möglich. Vor der Weiterverarbeitung wird das Pyrolysegas in der Regel einer Wäsche unterworfen, um einzelne Bestandteile oder Staub zu entfernen.

### Chemische Weiterverarbeitung
Das Pyrolysegas kann durch Steam-Reforming mit Wasserdampf zu Kohlenmonoxid und Wasserstoff weiterverarbeitet werden. Dieses Gas kann in verschiedenen technischen Verfahren zu Chemieprodukten umgesetzt werden.

### Energetische Verwendung
Das Pyrolysegas kann direkt in der Pyrolyse als Energielieferant eingesetzt werden und damit fossile Energieträger bei der Bereitstellung der benötigten Prozesswärme ersetzen. Auch der Einsatz als Heizkomponente in Gasturbinen zur Stromerzeugung ist möglich.

## Gase aus Pyrolyseprozessen
Auch andere gasförmige Produkte aus Pyrolyseprozessen mit speziellen oder nicht biogenen Rohstoffen werden zum Teil als Pyrolysegase bezeichnet.
Je nach Art und Herkunft des Brennstoffes und des Pyrolyseverfahrens wird unterschieden:
- aus der Vergasung von Holz: Holzgas

Aus der Pyrolyse von fossilen Brennstoffen:
- aus der Verkokung oder Vergasung von Kohle: Kohlegas, Koksofengas, Kuppelgas, Generatorgas, Gichtgas etc.
- aus der Pyrolyse von Erdöl: Ölgas, Raffineriegas,
- aus der Pyrolyse von Torf: Torfgas

Aus der Pyrolyse von Abfällen, zum Beispiel im Hamburger Verfahren:
- allgemein der Hauptbestandteil von Pyrolysegase: Kohlenstoffmonoxid (Kohlenmonoxid, CO)

Vielfach werden aus Pyrolysegasen die enthaltenen höheren flüchtigen Bestandteile (Teer, Pech, Benzol, Phenole, Ammoniak, …) als Rohstoffe für die stoffliche Nutzung abgeschieden während das eigentliche Gas für die energetische Nutzung (Verbrennung) verwendet wird.